# Baltazar
Baltazar je mužské jméno babylónského původu. Další variantou jména je Baltazár. Vykládá se jako ochraňuj život králi, popřípadě jako Bůh ať ochraňuje krále. Podle českého kalendáře má svátek 6. ledna (na Tři krále). Jména Tří králů však nejsou v evangeliích zmíněna, jde až o středověkou legendu.

## Baltazar v jiných jazycích
- Slovensky: Baltazár
- Polsky: Baltazar
- Německy, francouzsky: Balthasar
- Anglicky: Balthasar nebo Balrhazar
- Italsky: Baldassare
- Španělsky: Baltasar
- Maďarsky: Baltazár nebo Boldizsar
- Rusky: Valtasar

## Osobnosti
- Baltazar Zaháňský — polský šlechtic
- Balthasar Hubmaier — kazatel a teolog, zakladatel novokřtěnské církve
- Baltasar Gracián — španělský barokní spisovatel
- Balthasar Permoser — německý barokní sochař
- Baltasar Marradas — český šlechtic a válečník španělského původu
- Baldassare Maggi — italský manýristický architekt, působil na zámku v Českém Krumlově
- Boldizsár Báthory — uherský šlechtic a válečník
- Valtazar Bogišić — srbský právník a sociolog
- Baltazar (fotbalista) — vlastním jménem Oswaldo da Silva, brazilský fotbalista
- Balthasar Johannes Vorster — jihoafrický předseda vlády a prezident
- Hans Urs von Balthasar — významný katolický teolog 20. století